# Nugát
Nugát je cukrářská hmota vytvořená z cukru nebo medu, pražených mandlí nebo oříšků (vlašský ořech, pistácie a lískový ořech jsou nejběžnější) a doplněná dalšími složkami (například kandovaným ovocem). Často se používá jako náplň bonbonů a čokolády.

## Historie nugátu
Názory historiků ohledně původu nugátu nejsou jednotné. Podle některých historie této cukrovinky sahá až do dob starých římských časů. Původně to měl být pokrm z medu, mandlí a vajíček, určený jako oběť bohům. Slovo nugát (nougat) pocház z okcitánského pan nogat (výslovnost: [ˈpa nuˈɣat]) (ořechový chléb/chléb s ořechy). Podle francouzských historiků šlo původně o řecký recept, ve kterém se místo mandlí používaly vlašské ořechy, a který se postupně rozšířil i do Francie. Mandle se do receptu měly dostat až v 17. století zásluhou Oliviera ze Serres, který pěstoval mandloně poblíž Montélimaru v jižní Francii.Teprve touto obměnou receptury se vyvinul nugát. Na konci 18. století byla v Montélimaru otevřena první továrna na výrobu nugátu. Výroba se postupně rozrostla a dnes je Montélimar svou nugátovou produkcí proslulý.
V Itálii je známá velmi podobná sladkost pod názvem „torrone“ (ve Španělsku „turrón“), jež má podle všeho arabský původ. První známá zmínka o torrone pochází z roku 1441 z provincie Cremona, kde byla tato sladkost uvedena jako novinka u příležitosti svatby Francesca Sforzy a Blanky Marie z rodu Viscontiů. O španělském turrónu existují konkrétní zprávy až z 16. století – jedná se o recept ze svazku Manual de Mugeres, který obsahuje zkaramelizovaný med, vaječné bílky a opražené oříšky či mandle.
Obě pochoutky mají tvrdou i měkkou variantu, přičemž ona tvrdá se podobá tureckému medu.
Vůbec nejstarší písemná zmínka o této sladkosti pochází údajně z doby mezi roky 1100–1150, kdy Gerard z Cremony přeložil knihu arabského lékaře ze španělské Córdoby nazvanou De medicinis et cibis simplicibus (O lécích a prostých pokrmech), v níž se mimo jiné zmiňuje i o arabském pamlsku zvaném turun.

## Druhy nugátu
Dnes je nugát znám v mnoha podobách. Dvě základní jsou: klasická bílá hmota (obsahuje našlehané vaječné bílky, může připomínat měkkou verzi našeho tureckého medu) a její novější hnědá varianta (obsahuje zkaramelizovaný cukr a je hutnější).
Produkován je buď jako měkká hmota anebo křupavý plátek. V Americe se do nugátu často přidává čokoláda, v Austrálii a ve Francii je nugát tvořen 50 % mandlového podílu. „Vídeňský nugát“ a německý – „Schmelz-Schokolade“ má tekutou konzistenci a obsahuje cukr, kakaové máslo, mandle a kakaovou hmotu.
„Nugát“, jaký známe z čokoládových tyčinek typu Snickers, se tradičním receptům ovšem moc nepodobá. Obvykle jde o směs sacharózy a kukuřičného sirupu nebo glukózy s bílkem nebo sójovým proteinem, která může obsahovat i rostlinný tuk a sušené mléko, většinou v kombinaci s ořechy, nebo arašídy, karamelem a/nebo čokoládou.